# Mission (Armenien)
Mission (armenisch Առաքելություն Arakelutjun) ist eine politische Partei in Armenien, gegründet im Februar 2013. Ihren größten bisherigen Erfolg erreichte sie durch ihre Teilnahme am Parteienbündnis der Mein-Schritt-Allianz (IKD), welche von 2018 bis 2021 die Regierung Armeniens stellte. Sie war in dieser Zeit mit vier Abgeordneten in der Nationalversammlung vertreten. Der politische Rat der Partei wählt grundsätzlich keine Parteivorsitzenden.

## Geschichte
Die Partei trat zusammen mit Nikol Paschinjans Partei Zivilvertrag im Bündnis der Mein-Schritt-Allianz zur Parlamentswahl 2018 an und konnte durch den Erdrutschsieg des Bündnisses mit vier Abgeordneten in das Parlament einziehen.
Mit Mesrop Arakeljan war seit dem 20. November 2020 ein Mitglied der Partei im Regierungskabinett als Arbeits- und Sozialminister vertreten, nachdem die Partei lange Zeit keine eigenen Minister gestellt hatte.
Zur Parlamentswahl in Armenien 2021 war Mission nicht angetreten und ist seitdem nicht mehr im Parlament vertreten.

## Abgeordnete in der Nationalversammlung
Hinweis: Alle Abgeordneten besaßen ein Mandat von 2018 bis 2021 und gehörten der IKD-Fraktion an.
| - Wahe Howhannisjan - Korjun Mkrtschjan - Artasches Petrosjan - Jeghische Soghomonjan |

Quelle: Webseite der Nationalversammlung